# 戴逸
戴逸（1926年9月10日—2024年1月24日），原名秉衡，斋号借来斋，江苏常熟人，中华人民共和国历史学家，长期从事清史与中国近代史之研究，為國家清史編纂委員會主任及《清史》總纂者。历任中国人民大学清史研究所所长、名誉所长。

## 生平
戴逸原名戴秉衡，出身江苏常熟的官僚家庭，父亲最早是私塾先生，在抗战前出任常熟县财政局长，喜爱结交文人墨客，戴家就在古籍藏书楼铁琴铜剑楼对面。戴秉衡小时候喜欢小人书和各种说书、戏曲而不喜欢读书，小学成绩勉强毕业，因为考不上初中而到商店当学徒，同年因七七事变爆发，全家迁至上海租界避难，次年在租界内的苏州中学读初中。戴秉衡一开始成绩不佳，作为备取生录取，后来受同学影响成为优等生。高一时因太平洋战争爆发、日本占领英美所属的上海孤岛，戴秉衡不得不回到家乡常熟就读常熟中学（今常熟市孝友中学）。1944年，考入汪精卫政权所属的上海交通大学铁路管理系。1945年日本投降后，西迁院校于1946年迁回，当时北京大学在上海交大设置考场，戴秉衡旋考入北京大学史学系。
戴秉衡考入北大后不久，沈崇事件曝光，其随即参加其后的学生游行，并在次年成为北大学生自治会理事，加入中国共产党领导下的中国民主青年同盟。1948年5月下旬，中国共产党方面找到戴秉衡希望将其发展为党员，戴秉衡欣然同意。8月19日，国府下令逮捕北平11所高校参加学运的学生领导人，戴秉衡因此被捕，受到特种刑事法庭接受审讯，因胡适写信得到保释，恢复自由后即逃至中共解放区，从此易名戴逸以纪念这次逃亡。戴逸在北京大学主要致力于学生运动，来到解放区中他在河北正定的华北大学（中国人民大学前身）接受了数个月的政治学习，随后进入中共党史专家胡华组织的一部政治研究室革命史组，攻读硕士学位。北平易帜后，华北大学也在1949年初入驻北平，戴逸因此回到北平。1950年，戴逸在中国人民大学中国革命史研究生毕业，毕业后留校工作。
1951年戴逸出版自己的处女作章回体小说《中国抗战史演义》，向社会普及抗战的历史，出版后销量很好。1952年调至中国人民大学中国近代史组，负责研究生授课和编撰《中国近代史稿》。1954年加入中国共产党。1955年晋升副教授并兼任吴玉章校长的学术秘书，协助回忆录撰写。1958年出版学术处女作《中国近代史稿》第一卷，但后续几卷因为接二连三的政治运动一直拖延。1959年参加全国群英会，并出任吴晗主编的《中国历史小丛书》编委吗，并参与吴晗支持的清史编纂工作。1960年赴越南综合大学授课，获胡志明勋章。1967年文革爆发之后，戴逸因为其1964年主笔的《论“清官”》被指控为封建地主阶级辩护，是调和主义、折中主义的大毒草，1966年中宣部委托戴逸等人写《〈海瑞罢官〉代表一种什么社会思潮？》，结果被指控是为了抢夺“文化大革命”的旗帜而写的假批判文章。戴逸在文革期间被关入牛棚，下放五七干校养猪，1973年回到北京。由于当时人大已经解散，原人大中国史教研室划归北京师范大学，在此基础上成立北师大清史研究小组。1978年人大复校后成立清史研究所，戴逸出任所长。
长期以来，戴逸都一直呼吁国家编撰清史。戴逸是1965年中宣部筹建的清史编纂委员会委员之一。1969年为应对珍宝岛冲突的外交斡旋，戴逸受命研究中国边疆史，并出版有出版《一六八九年的中俄尼布楚条约》，这本书也是后来中俄边界谈判的参考。1980年代初戴逸7年时间主编《简明清史》，此后研究志趣转向中国边疆史和18世纪中国，带领清史研究所完成《清史编年》和《清代人物传稿》等项目。2000年12月，戴逸在接受《瞭望》杂志社采访时候呼吁官修清史，这也是1949年以来第5次官修清史动议，随后这一动议由李文海、王晓秋提交到2001年两会。戴逸邀请季羡林等学者参与清史讨论，并组织清史研究所起草工作方案。最终，经江泽民、朱镕基、胡锦涛、李岚清4位中央政治局常委批准，国家《清史》纂修工程在2002年正式起动，戴逸本人出任清史编纂委员会主任。2018年2月，《清史》三稿基本完成并进入审阅阶段。2019年10月28日，以他的名字命名的圖書館戴逸学术馆在常熟市图书馆南之石梅广场開館，馆藏戴逸的万余册藏书，展出“戴逸与清史纂修工程”展示我国清史修纂的过程、成果，戴逸的学术人生与在清史纂修过程中的贡献与成就，並面向公众免费开放。
2024年1月24日，戴逸因病在北京逝世，享年98岁。其主编的《清史》或因政治原因，在他生前始终未获出版。

## 社会兼职
第七届全国人大代表、中国史学会第四届、第五届理事会会长、北京市文史研究馆馆长、中央文史研究馆馆员、北京市社会科学联合会副主席、国务院学科评论组成员、中华炎黄文化研究会副会长、东方文化研究会副会长。

## 奖项荣誉
曾获得越南胡志明勋章（1960年）、吴玉章科研奖（1985年），全国教育系统劳动模范（1986年），国家五个一工程奖（1994年），柏宁顿孺子牛金球奖（1994年），北京市社科优秀研究成果一等奖（1995年）等荣誉和奖励。